# Sathon
Sathon (in thailandese: สาทร) è uno dei 50 distretti (khet) della città di Bangkok, in Thailandia.